# Sport adapté
Le sport adapté rassemble l'ensemble des activités physiques et sportives pour les personnes présentant une déficience intellectuelle (handicap mental) ou un trouble psychique.

## Historique
En juin 1962, Eunice Kennedy Shriver, sœur de John Fitzgerald Kennedy, lance avec son mari Robert S. Shriver un camp d'été à leur domicile pour les enfants et les adultes souffrant d’un handicap mental,,.
Les camps Shriver sont à nouveau organisés lors des été 1963, 1964, 1965, 1966 et 1967. En 1967, les camps sont suivis par 7 000 enfants.
En mars 1965, Eunice Kennedy Shriver appelle à la mise en place d'un programme national d'éducation physique pour les personnes ayant une déficience intellectuelle. Le plan prévoit un tournoi national de compétitions athlétiques, en commençant par le niveau local.
Les premiers International Special Olympics Summer Games se tiennent en juillet 1968 dans le stade Soldier Field à Chicago (États-Unis),.
La cérémonie d'ouverture comprend un coureur adolescent portant une torche pour allumer une « John F. Kennedy Flame of Hope » (flamme de l'espoir John F. Kennedy) de 45 pieds) de haut (13,72 m. Plus de 200 épreuves sont proposées. Eunice Kennedy Shriver promet que d'autres jeux seront organisés en 1970 et tous les deux ans dans le cadre.
Eunice Kennedy Shriver, mariée à Sargent Shriver, ambassadeur des États-Unis en France de 1968 à 1970, développe à Paris les premières méthodes d'entraînement d'activités physiques et sportives pour handicapés mentaux.
Les deuxièmes Jeux olympiques spéciaux d'été se déroulent en août 1970 à Chicago avec la participation de 1 500 athlètes venus des 50 états américains, de Porto Rico, du Canada et de la France.
En France, la Fédération française de sport pour handicapés mentaux (FFSHM) est créé le 19 juillet 1971.
Les premiers Jeux olympiques spéciaux d'hiver sont organisés en 1977.
La Fédération internationale des sports pour les personnes handicapées mentales (INAS-FMH) est créée en 1986 aux Pays-Bas,,.
En 1989, les premiers World Games for Athletes with an Intellectual Disability (Jeux mondiaux pour les athlètes présentant un handicap intellectuel) organisés par l'INAS-FMH se tiennent à Härnösand en Suède.
En 1993, les cinquièmes Jeux olympiques spéciaux d'hiver sont organisés en Autriche, pour la première fois en dehors des États-Unis.
L'INAS-FMH devient en 1994 la Fédération internationale de sports pour personnes ayant une déficience intellectuelle (INAS-FID).
En 1996, un programme de démonstration pour les athlètes présentant une déficience intellectuelle est inclus aux Jeux paralympiques d'été de 1996 à Atlanta.
En 2000, un programme plus important d'athlétisme, de natation, de basket-ball masculin et de tennis de table est inclus aux Jeux paralympiques à Sydney. Cependant, les actions malhonnêtes de l'équipe de basket-ball espagnole ont un impact dévastateur sur le sport adapté et les handicapés mentaux sont exclus des Jeux paralympiques suivants à Athènes en 2004, le Comité international paralympique considérant qu'il est trop difficile de déterminer le niveau de handicap des athlètes déficients intellectuels,.
En 2003, les onzièmes Jeux olympiques spéciaux d'été sont organisés à Dublin en Irlande, pour la première fois en dehors des États-Unis.
En juillet 2004, les premiers Global Games se déroulent à Bollnäs en Suède, avec plus de 1 000 athlètes venus du monde entier,. En juin 2009, les deuxièmes se déroulent à Liberec, en Tchéquie et les troisièmes se déroulent en septembre-octobre 2011 à Loano, en Italie.
Après 12 ans d'absence, en 2012, les athlètes présentant une déficience intellectuelle reviennent sur la scène paralympique à Londres en athlétisme, en natation et en tennis de table.
En septembre 2015, les quatrièmes Global Games se déroulent à Quito, en Équateur.
En 2016, aux Jeux paralympiques de Rio, les sports participants sont les mêmes qu'en 2012.
En octobre 2019, les cinquièmes Global Games se déroulent à Brisbane, en Australie.
Le 19 octobre 2019, l'INAS-FID devient Virtus, World intellectual impairment sport.
En 2020, aux Jeux paralympiques de Tokyo, les sports participants sont les mêmes qu'en 2012.
En juin 2023, les sixièmes Global Games se déroulent à Vichy, en France.
En 2024, aux Jeux paralympiques de Paris, les sports participants sont les mêmes qu'en 2012. Et dans le détail on a les épreuves suivantes :
- En athlétisme : 400 m, 1 500 m, saut en longueur et lancer du poids pour hommes et femmes[11] ;
- En natation : 100 m brasse, 100 m dos, 100 m papillon, 200 m nage libre, 200 m 4 nages pour hommes et femmes, relais 4 fois 100 m nage libre mixte[12] ;
- En tennis de table : simple hommes et femmes[13].

## Disciplines
Les sports adaptés ont été pratiqués en compétition pour la première fois en 1968 à l'occasion des Jeux olympiques spéciaux. Ils ont été introduits aux jeux paralympiques en petit nombre. Suite 

### Tableau général
| Sport                                       | Sport                                       | Jeux olympiques spéciaux | Jeux paralympiques | Jeux globaux | FFSA         |
| Sports d'été                                | Sports d'été                                | Sports d'été             | Sports d'été       | Sports d'été | Sports d'été |
| ------------------------------------------- | ------------------------------------------- | ------------------------ | ------------------ | ------------ | ------------ |
| Athlétisme Cross                            | Athlétisme adapté                           | Oui                      | Oui                | Oui          | RS           |
| Athlétisme Cross                            | Cross adapté                                |                          |                    |              | RS           |
| Aviron adaptée                              | Aviron adaptée                              |                          |                    | Oui          | RS           |
| Badminton adapté                            | Badminton adapté                            | Oui                      |                    |              | RS           |
| Basket-ball adapté                          | Basket-ball adapté                          | Oui                      | Abandonné          | Oui          | RS           |
| Sports de boules                            | Bocce adapté                                | Oui                      |                    |              |              |
| Sports de boules                            | Pétanque adapté                             |                          |                    |              | RS           |
| Sports de boules                            | Sport-boules adapté                         |                          |                    |              | RS           |
| Bowling adapté                              | Bowling adapté                              | Oui                      |                    |              |              |
| Canoë-kayak adapté                          | Canoë-kayak adapté                          | Oui                      |                    |              | RS           |
| Cheerleading adapté                         | Cheerleading adapté                         | Oui                      |                    |              |              |
| Cricket adapté                              | Cricket adapté                              | Oui                      |                    | Oui          |              |
| Cyclisme adaptée                            | Cyclisme adaptée                            | Oui                      |                    | Oui          | RS           |
| Danse sportive adaptée                      | Danse sportive adaptée                      | Oui                      |                    |              |              |
| Activités équestres adaptées                | Activités équestres adaptées                | Oui                      |                    | Oui          | RS           |
| Escalade adapté                             | Escalade adapté                             |                          |                    |              | RS           |
| Floorball adapté                            | Floorball adapté                            | Oui                      |                    |              |              |
| Football - Futsal                           | Football - Futsal                           | Oui                      |                    | Oui          | RS           |
| Golf                                        | Golf                                        | Oui                      |                    | Oui          |              |
| Gymnastique                                 | Gym. artistique adapté                      | Oui                      |                    |              | RS           |
| Gymnastique                                 | Gym. rythmique adapté                       | Oui                      |                    |              | RS           |
| Handball adapté                             | Handball adapté                             | Oui                      |                    |              | RS           |
| Hockey adapté                               | Hockey adapté                               | Oui                      |                    | Oui          |              |
| Force athlétique adapté                     | Force athlétique adapté                     | Oui                      |                    |              |              |
| Judo adapté                                 | Judo adapté                                 | Oui                      |                    | Oui          | RS           |
| Karaté                                      | Karaté                                      |                          |                    | Oui          |              |
| Lutte adapté                                | Lutte adapté                                |                          |                    |              | RS           |
| Natation adapté                             | Natation adapté                             | Oui                      | Oui                | Oui          | RS           |
| Nage en eau libre adapté                    | Nage en eau libre adapté                    | Oui                      |                    |              | RS           |
| Netball adapté                              | Netball adapté                              | Oui                      |                    |              |              |
| Patinage à roulettes adapté                 | Patinage à roulettes adapté                 | Oui                      |                    |              |              |
| Rugby adapté                                | Rugby adapté                                |                          |                    |              | RS           |
| Softball adapté                             | Softball adapté                             | Oui                      |                    |              |              |
| Taekwondo adapté                            | Taekwondo adapté                            |                          |                    | Oui          |              |
| Tennis adapté                               | Tennis adapté                               | Oui                      |                    | Oui          | RS           |
| Tennis de table adapté                      | Tennis de table adapté                      | Oui                      | Oui                | Oui          | RS           |
| Tir à l'arc adapté                          | Tir à l'arc adapté                          |                          |                    |              | RS           |
| Triathlon adapté                            | Triathlon adapté                            | Oui                      |                    |              |              |
| Voile adapté                                | Voile adapté                                | Oui                      |                    | Oui          |              |
| Volley-ball adapté                          | Volley-ball adapté                          | Oui                      |                    |              |              |
| Sports d'hiver                              |                                             |                          |                    |              |              |
| Patinage artistique adapté                  | Patinage artistique adapté                  | Oui                      |                    |              |              |
| Patinage de vitesse sur piste courte adapté | Patinage de vitesse sur piste courte adapté | Oui                      |                    |              |              |
| Raquettes à neige adapté                    | Raquettes à neige adapté                    | Oui                      |                    |              |              |
| Ski alpin adapté                            | Ski alpin adapté                            | Oui                      |                    | Oui          | RS           |
| Ski nordique adapté                         | Ski nordique adapté                         | Oui                      |                    | Oui          | RS           |
| Snowboard adapté                            | Snowboard adapté                            | Oui                      |                    |              |              |

### Jeux paralympiques
Les athlètes présentant une déficience intellectuelle participent pour la première fois aux Jeux paralympiques à l'occasion des Jeux de 1996 à Atlanta. 56 athlètes participent ainsi à des épreuves d'athlétisme et de natation considérés comme sports de démonstration. Lors des Jeux de 2000 à Los Angeles, quatre sports sont intégrés au programme : l'athlétisme, la natation, le basket-ball et le tennis de table. Cependant, les actions malhonnêtes de l'équipe de basket-ball espagnole ont un impact dévastateur sur le sport adapté et les handicapés mentaux sont exclus des Jeux paralympiques suivants à Athènes en 2004, le Comité international paralympique considérant qu'il est trop difficile de déterminer le niveau de handicap des athlètes déficients intellectuels,,.
- Athlétisme adapté : sport paralympique en 1996 et en 2000, puis depuis 2012 ;
- Basket-ball adapté : ancien sport paralympique, présent aux jeux de 2000 ;
- Natation adaptée : sport paralympique en 1996 et en 2000, puis depuis 2012 ;
- Tennis de table adapté : sport paralympique entre 1960 et 2000, puis depuis 2012.